# 대구학남초등학교
대구학남초등학교(大邱鶴南初等學校)는 대한민국 대구광역시 북구 국우동에 있는 공립 초등학교이다.

## 학교 연혁
- 2002-09-01 개교(25학급)
- 2002-11-19~2004-02-29 교육행정정보시스템 시범학교
- 2002-12-30 학교 교육발전기여(교육감)
- 2003-02-14 제1회 졸업(45명)
- 2004-03-01 37학급 유치원 2학급 편성
- 2004-03-01~2005-02-28 ICT 활용교육 선도 시범학교
- 2004-03-12 교실 25실 증축
- 2004-12-29 교실 수업개선 공헌(교육감)
- 2004-12-30 창의성 교육 선도학교(교육감)
- 2004-12-30 창의력 업무추진(교육감)
- 2005-03-01 48학급 유치원 2학급 편성
- 2005-12-29 교육정보화 추진우수(교육감)
- 2006-03-01 55학급 유치원 2학급 편성
- 2006-04-01 수영(남초부) 준우승(교육감)
- 2007-03-01 61학급 유치원2학급 조성
- 2007-03-24 수영(남초부)준우승(교육감)
- 2007-09-01 학정초등학교 개교와 함께 분리 이관
- 2007-12-03 창의성교육우수(교육감)
- 2007-12-06 현장 장학활동 기여(교육감)
- 2007-12-26 학교공동체 건설 이바지(교육감)
- 2008-03-0159학급 유치원 2학급 편성
- 2008-03-01~2010-02-28 대구광역시교육청 창의성교육 시범학교
- 2008-12-24 현장교육 발전에 기여(교육감)
- 2008-12-24 교내자율장학 장려(교육감)
- 2009-03-01 61학급 유치원 2학급 편성
- 2009-09-01~2010-02-28 건강증진학교 모형개발 및 시범적용 연구학교
- 2010-02-11 제8회 졸업(295명)
- 2010-03-01 대구학남초등학교 60학급, 유치원 2학급 편성
- 2010-03-01 교육과학기술부요청 대구광역시지정『 건강증진모형시범적용』시범학교(2년간)
- 2010-04-14 상담실(Wee Class) 구축 / 돌봄교실 구축
- 2010-08-20 시교육청 지정 건강증진시범적용 연구학교 운영 과학실 현대화
- 2010-12-01 도서실 현대화 공사
- 2011-02-16 제9회 졸업(265명)
- 2011-03-01 교육복지우선지원사업 대상학교 선정(2년간)
- 2011-03-01 60학급 편성, 병설유치원 2학급(종일반 2학급) 편성
- 2012-02-15 제10회 졸업(292명)
- 2014-02-14 제12회 졸업(235명)
- 2014-03-01 대구학남초등학교 53(특수1)학급, 유치원 3학급 편성
- 2014-03-01 자기경영학교, 또래상담학교, 어깨동무운영학교, 체중관리선도학교, 두드림운영학교, 선생님과 함께하는 봉사활동운영학교, 어울림프로그램 모듈운영학교, 정신건강지역협력모델학교
- 2015-02-06 본관 뒤 서편 출입문 공사
- 2015-02-13 제13회 졸업 176명(총 2,905명)
- 2015-02-27 돌봄교실 증설(총4개반 운영)
- 2015-03-01 대구학남초등학교 52(특수1)학급, 유치원 3학급 편성

## 참고 자료
- 대구학남초등학교 - 한국교육학술정보원 학교알리미